# Kowary Średnie
Kowary Średnie – zamknięta stacja kolejowa w powiecie karkonoskim, w województwie dolnośląskim. Została oddana do użytku 5 czerwca 1905 roku i nosiła pierwotnie nazwę Mittel Schmiedeberg. Po II wojnie światowej w 1945 została najpierw przemianowana na Kuźnick Średni, a następnie na Kowary Średnie. Od 5 marca 1986 roku stacja jest zamknięta, a linia kolejowa nieprzejezdna. Obecnie po budynku została tylko podłoga.